# Puchar Lavera 2020
Uzasadnienie:  ta sama edycja (czwarta) tylko przeniesiona
Puchar Lavera 2020, ang. The 2020 Laver Cup – czwarta edycja międzynarodowego, drużynowego turnieju tenisowego o Puchar Lavera, która miała się odbyć w dniach 25–27 września 2020 roku w TD Garden w Bostonie w Stanach Zjednoczonych.
W turnieju miało wziąć udział dwunastu zawodników, podzielonych na Drużynę Europejską i Drużynę Światową, a funkcję kapitanów pełnić mieli Björn Borg i John McEnroe.
W marcu 2020, w związku z pandemią COVID-19, przesunięto wielkoszlemowy French Open 2020 na wrzesień, co kolidowało z terminem zawodów w Bostonie. 17 kwietnia turniej o Puchar Lavera w 2020 roku został odwołany, a następne zawody odbędą się w we wrześniu 2021 roku w Bostonie.

## Okoliczności turnieju
22 września 2019 podano, że Björn Borg i John McEnroe zgodzili się pełnić funkcję kapitanów drużyn również w roku 2020. Tego samego dnia wieczorem ogłoszono gospodarza rozgrywek, którym została hala sportowa TD Garden w Bostonie w Stanach Zjednoczonych.
28 lutego 2020 pierwszym zawodnikiem na liście uczestników został Roger Federer.
3 marca Marriott został ogłoszony oficjalnym hotelem turnieju, a 4 marca John McEnroe przyjechał do Bostonu, by rozpocząć sprzedaż biletów.
17 marca organizatorzy wielkoszlemowego French Open 2020 ogłosili, że z powodu pandemii COVID-19 zdecydowali o przeniesieniu rozgrywek na okres od 20 września do 4 października – siedem dni po zakończeniu US Open 2020. 18 marca organizatorzy Pucharu Lavera wystosowali oświadczenie, w którym napisali, że decyzja ta nie była z nimi konsultowana, a wobec tego, że bilety na zawody w Bostonie są już wyprzedane, planują przeprowadzić turniej w pierwotnie planowanym terminie, czyli w trakcie rozgrywania zmagań w Paryżu.
17 kwietnia 2020 turniej o Puchar Lavera został odwołany. Kolejną edycję zaplanowano na wrzesień 2021 w tej samej arenie w Bostonie. Wykupione bilety zachowały ważność; organizatorzy zaproponowali też chętnym klientom pełną refundację poniesionych kosztów.